# La Libertad Avanza
La Libertad Avanza (LLA) (spanisch für Die Freiheit schreitet voran) ist ein seit 2021 bestehendes Parteienbündnis in Argentinien. Der Vorsitzende ist Javier Milei.
Es handelt sich um eine lockere Wahlallianz, deren Mitglieder sich zu jeder Wahl neu eintragen müssen. Bei der Wahl 2023 gehörten der Allianz die libertäre Partido Libertario, der Javier Milei angehört, die konservative Partido Demócrata, die PJ-Abspaltungen Unión Celeste y Blanco, Partido Fe und Partido Renovador Federal sowie mehrere Provinzparteien an. Nach siegreicher Wahl stellt die Allianz den Präsidenten seit dem 10. Dezember 2023.
Das Bündnis wurde als libertär, radikal konservativ bis rechtsextrem beschrieben. Es ist nicht zu verwechseln mit einer ebenfalls liberalen Parteienkoalition ähnlichen Namens, Avanza Libertad, die eng mit dem Wirtschaftswissenschaftler José Luis Espert verbunden ist.

## Geschichte
Die LLA wurde 2021 gegründet. Sie trat erstmals bei den Parlamentswahlen desselben Jahres an und gewann in der Stadt Buenos Aires mit einem Stimmenanteil von 17 % zwei Parlamentssitze.
Sie gilt vor allem als Anti-Establishment-Kraft, die ihren Aufstieg vor allem der desaströsen Wirtschaftslage Argentiniens verdankt.
Bei den Vorwahlen zur Präsidentenwahl 2023 erreichte Milei mit seiner Vizepräsidentschaftskandidatin Victoria Villarruel 30 % der Stimmen und ging damit leicht favorisiert in den ersten Wahlgang am 22. Oktober 2023. Dort erhielt die Wahlformel mit 30 % die zweitmeisten Stimmen und erreichte somit die Stichwahl. In dieser Stichwahl setzt sich Milei mit 56 % gegen Sergio Massa (Unión por la Patria, 44 %) durch.

## Positionen
Die LLA übernimmt weitgehend die ultrakapitalistischen Ansichten des Vorsitzenden Milei. Aufgrund seines populistischen Auftretens und der teils radikalen Forderungen wird die Allianz auch als ultrarechts bezeichnet.
Die LLA folgt der libertären österreichischen Schule der Wirtschaftswissenschaften. Die LLA strebt umfassende Privatisierungen, den Abbau von Handelsbeschränkungen und staatlicher Sozialleistungen sowie die Privatisierung des Bildungssystems an. Der hochinflationäre Peso soll durch den US-Dollar ersetzt und die argentinische Zentralbank abgeschafft werden.
Zentrales Prinzip der LLA ist ein möglichst minimalistischer Staat, welcher nur die allernötigsten Funktionen ausübt.
Gleichzeitig vertritt das Bündnis Law-and-Order-Positionen: so soll das Strafrecht verschärft und die Polizei mit umfassenden Befugnissen bei der Verbrechensbekämpfung ausgestattet werden. Ebenso befürwortet das Bündnis ein absolutes Abtreibungsverbot und die Liberalisierung des Waffenrechts.
Obwohl die LLA oft als ultrakonservativ bezeichnet wird, deckt sich ihr Profil nicht in allen Aspekten mit dem der traditionellen Konservativen. So spricht sich Milei für Legalisierung von Marihuana-Konsum, die Begrenzung des Einflusses der katholischen Kirche und die Einführung der gleichgeschlechtlichen Ehe aus, Positionen, die sonst eher im Linksliberalismus verbreitet sind.